# Bassus gossypiella
Bassus gossypiella är en stekelart som först beskrevs av Gupta och Bhat 1974.  Bassus gossypiella ingår i släktet Bassus och familjen bracksteklar. Inga underarter finns listade.